# Francis W. Coker
Francis William Coker (* 1878 in South Carolina; † 1963) war ein US-amerikanischer Politikwissenschaftler, der 1934/35 als Präsident der American Political Science Association (APSA) amtierte. Zu diesem Zeitpunkt war er Professor an der Yale University.
Coker machte Bachelor-Examen sowohl an der University of North Carolina als auch an der Harvard University, zum Ph.D. wurde er 1910 an der Columbia University promoviert. Nach längerer Lehrtätigkeit an der Ohio State University wurde er 1929 auf die neu eingerichteten Alfred Cowles-Professur für Regierungslehre an der Yale University  berufen. Als dort 1937 ein eigenes politikwissenschaftliches Department eingerichtet wurde, war er dessen Dekan. Diese Position bekleidete er bis 1945, zwei Jahre vor seiner Pensionierung. Sein wissenschaftliches Hauptbetätigungsfeld war die Politische Theorie.

## Schriften (Auswahl)
- Democracy, liberty, and property. The Macmillan company, New York 1942.
- Recent political thought. D. Appleton-Century Company, New York/London 1934.
- Readings in political philosophy. The Macmillan company, New York 1914.
- Organismic theories of the state; nineteenth century interpretations of the state as organism or as person. Columbia university, Longmans, Green & Co, New York 1910.